# Miłakowo (gmina)
Pour la ville, voir Miłakowo.
Miłakowo est une gmina mixte du powiat de Ostróda, Varmie-Mazurie, dans le nord de la Pologne. Son siège est la ville de Miłakowo, qui se situe environ 34 km au nord d'Ostróda et 38 km au nord-ouest de la capitale régionale Olsztyn.
La gmina couvre une superficie de 159,36 km2 pour une population de 5 736 habitants.

## Géographie
Outre la ville de Miłakowo, la gmina inclut les villages de Bieniasze, Boguchwały, Gilginie, Głodówko, Gudniki, Henrykowo, Kłodzin, Klugajny, Książnik, Miejski Dwór, Mysłaki, Naryjski Młyn, Niegławki, Nowe Mieczysławy, Pityny, Pojezierce, Polkajny, Ponary, Raciszewo, Roje, Różnowo, Rycerzewo, Sąglewo, Stare Bolity, Trokajny, Warkałki, Warkały, Warny et Wojciechy.
La gmina borde les gminy de Godkowo, Lubomino, Morąg, Orneta et Świątki.